# Toyota Corolla (E170)
Pour un article plus général, voir Toyota Corolla.
La Toyota Corolla E170/E180 est une automobile produite par Toyota de 2013 à 2018. Il s'agit de la onzième génération de la Toyota Corolla vendue à l'international.

## Finitions

### Séries spéciales
Au Salon de New York 2016, en même temps que le restylage de la Corolla E170 internationale, Toyota présente une série spéciale de sa voiture baptisée 50th Anniversary pour fêter le cinquantième anniversaire de la Corolla.

## Restylage
La Corolla E170 phase 2 est produite à partir de 2016. Elle est dévoilée au salon de New York 2016 sous deux formes différentes. La version américaine se distingue par des bas de pare-chocs dépassant l'avant, la partie centrale en plastique noir, une grille parée de deux fentes anguleuses, les blocs avec des phares antibrouillards spécifiques tandis que la version internationale se caractérise par des phares effilés plus fins reliant une nouvelle double calandre, des feux arrière à LED, des poignées de porte chromées et des jantes de 17 pouces. Toyota commercialise la version internationale de la Corolla E180 retouchée pour l'Europe mais pas en France, en raison du désamour de la clientèle pour les berlines tricorps à 4 portes.